# Ruta Estatal de California 33
La Ruta Estatal 33 es  una carretera estatal de norte-sur que conecta las zonas del sur y centro del estado estadounidense de California. La SR 33 reemplazó parte de la Ruta Federal 399 en 1964 durante la "gran renumeración" de rutas. Es conocida como la Westside Highway. El extremo sur de la carretera es conocida como Ojai Freeway.
Esta ruta es parte del Sistema de Autovías y Vías Expresas de California y es eligible para el Sistema Estatal de Carreteras Escénicas.

## Citaciones
- King, Peter H. (7 de julio de 2008), «A workaday road that cuts through the state's back story: Two-lane Highway 33 isn't a fabled route, but it's rugged and real», Los Angeles Times: A1, A8..